# 奥斯卡·乌斯塔里
奥斯卡·阿尔弗雷德·乌斯塔里（Oscar Alfredo Ustari，1986年7月3日—），出生于阿根廷首都布宜诺斯艾利斯，阿根廷职业足球運動員，司職守門員，现效力邁阿密國際。

## 生涯
幼年时期乌斯塔里在儿童联赛的里瓦达维亚竞技俱乐部（Club Atlético Rivadavia）效力。14岁时转投独立队。2005赛季他首次出现在阿根廷聯賽上，同年乌斯塔里又随國家青年队，在荷兰取得了世青盃冠军。
2006年5月，在當時教練比格文提拔下，乌斯塔里成为阿根廷国家队出征2006年世界杯的成员之一，可惜卻於八強難逃被淘汰出局之厄運。 
2007年1月4日，有传闻他于西甲巴塞羅那签订了一份预约合同，而费用估计在1000万欧元左右。半年後在2007年6月12日，传出英超曼联也加入了争夺乌斯塔里的行列中。但在同年7月11日傳聞被打破，烏斯塔里以八百萬歐羅轉投西甲中下游球會基達菲。
2012年7月25日，乌斯塔里回到阿根廷加盟小保加。
2024年9月9日，邁阿密國際宣佈與乌斯塔里簽約至本季結束。

## 個人
2007年3月20日，奥斯卡·乌斯塔里与退役的1986年世界杯阿根廷冠军队成员里卡多·朱斯蒂之女结婚。

## 榮譽
| 球季   | 球會      | 獎項               |
| ------ | --------- | ------------------ |
| 2005年 | 阿根廷U20 | 世界青年足球錦標賽 |